# كوثبرت غرانت
كوثبرت غرانت هو سياسي كندي، ولد في 1793، وتوفي في 15 يوليو 1854.